# Delta Antliae
Delta Antliae (δ Ant, δ Antliae) é uma estrela binária espectroscópica na constelação de Antlia. O sistema tem uma magnitude aparente combinada de +5,57, sendo visível a olho nu em boas condições de visualização. Com base em seu paralaxe, está localizado a aproximadamente 430 anos-luz (133 parsecs) da Terra. A magnitude do sistema é reduzida em 0,03 devido à extinção causada por gás e poeira.
O componente primário do sistema tem uma classificação estelar de B9.5 V, indicando que é uma estrela de classe B da sequência principal. A estrela companheira é uma estrela de classe F da sequência principal com uma classificação de F9 Ve, em que o 'e' indica que há linhas de emissão no espectro. As duas estrelas estão separadas por 11 segundos de arco.
Delta Antliae A, o membro mais brilhante do sistema, tem uma massa estimada em 3,4 vezes a massa do Sol. Está irradiando cerca de 200 vezes a luminosidade do Sol a uma temperatura efetiva de 11 117 K. Tem coloração azul-branca, típica de estrelas de classe B.